# فرودگاه بین‌المللی سیوداد اوبرگون
فرودگاه بین‌المللی سیوداد اوبرگون (به انگلیسی: Ciudad Obregón International Airport) یک فرودگاه همگانی مسافربری با کد یاتا CEN است که یک باند فرود آسفالت دارد و طول باند آن ۲۳۰۰ متر است. این فرودگاه در کشور مکزیک قرار دارد و در ارتفاع ۶۲ متری از سطح دریا واقع شده‌است.

## شرکت‌های هواپیمایی و مقصدهای پروازی

### مسافری
| شرکت‌های هواپیمایی       | مقصدهای پروازی |
| ----------------------- | --- |
| Aéreo Servicio Guerrero | کابو سن لوکاس، منیول مارکوز دلیون                                                                                 |
| Aero Pacifíco           | لوس کابوس |
| آئرومکزیکو کانکت        | مکزیکو سیتی |
| Calafia Airlines        | کابو سن لوکاس، سیوداد کونستیتوسیون، گوئررو نگرو، ژنرال ایگناسیو پسکویرا گارسیا، ایسلا د سدروس، منیول مارکوز دلیون |
| Interjet                | مکزیکو سیتی |
| ویواآئروبوس             | ژنرال ماریانو اسکبیدو                                                                                             |
| Volaris                 | دن میگوئل هیدالگو وای کوستیا، تیخوانا                                                                             |